# Strcat
En computación el lenguaje de programación C ofrece una llamada en la biblioteca estándar de C denominada strcat. Esta permite añadir un bloque de memoria a otro. Los dos bloques deben terminar con un carácter nulo. Como en C las cadenas de caracteres no son tipos de datos en sí mismos strcat añade una cadena a otra pasándole dos punteros a los bloques de memoria reservados. El nombre strcat es una abreviación de "string concatenate" (concatenación de cadena).
Por ejemplo:
```
 
char
 
str1
[
100
]
 
=
 
"¡ Hola,"
;
    
/* 100: se reserva espacio extra */

 
strcat
 
(
str1
,
 
" mundo !
\n
"
);

 
printf
 
(
str1
);
                 
/* muestra "¡ Hola, mundo !" en la salida estándar */

```

Esta es una posible implementación de strcat:
```
  
char
 
*
strcat
 
(
char
 
*
dest
,
 
const
 
char
 
*
src
)

  
{

    
const
 
char
 
*
p
;

    
char
 
*
q
;

    
for
 
(
q
 
=
 
dest
;
 
*
q
 
!=
 
'\0'
;
 
q
++
)

       
;

    

    
for
(
p
 
=
 
src
;
 
*
p
 
!=
 
'\0'
;
 
p
++
,
 
q
++
)

       
*
q
 
=
 
*
p
;

    

    
*
q
 
=
 
'\0'
;

    
return
 
dest
;

  
}

```

También se puede definir usando otras funciones de la biblioteca de cadenas:
```
 
char
 
*
strcat
 
(
char
 
*
dest
,
 
const
 
char
 
*
src
)

 
{

     
strcpy
 
(
dest
 
+
 
strlen
 
(
dest
),
 
src
);

     
return
 
dest
;

 
}

```

strcat puede ser peligroso porque si la cadena a añadir es demasiado larga para contener las dos cadenas sobreescribirá la memoria adyacente. Por lo que puede causar comportamiento impredecibles. Normalmente el programa terminará con un error del tipo violación de acceso. Aunque un atacante experto puede usarlo para lograr un desbordamiento de búfer para atacar un sistema. (ver seguridad informática).

## Variantes de comprobación de límites
La variante segura strncat hace lo mismo que strcat pero solo añade un número específico de bytes. Es susceptible a dos tipos de desbordamiento de buffer. El primero ocurre cuando el número de bytes especificados es demasiado largo para la cadena de destino. El segundo cuando la cadena de destino solo puede contener el número exacto de bytes especificados. Estos ataques provocan el llamado off by one error y es explotable por un atacante experto.
- OpenBSD dispone de una versión más segura llamada strlcat: una variante de strcat que trunca el resultado para que quepa en el búfer de destino[1]